# 卡普塔德國家公園
29°16′12″N 80°59′24″E / 29.27000°N 80.99000°E

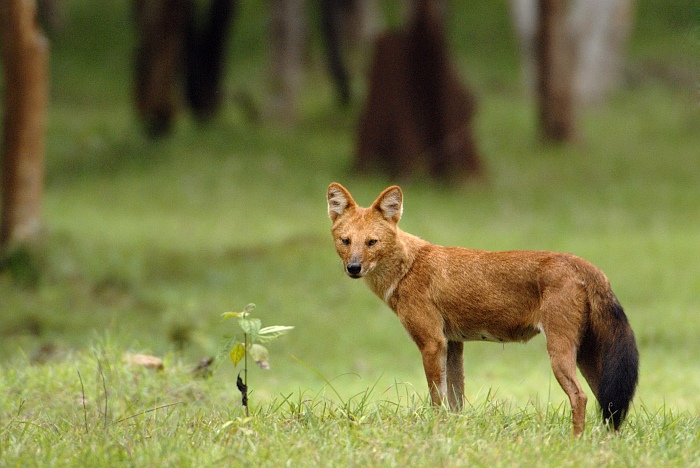

卡普塔德國家公園是尼泊爾的國家公園，成立於1984年，面積225平方公里，最高點海拔高度3,300米，有孟加拉豹、豺、棕尾虹雉、游隼、白背兀鷲等野生動物棲息。